# سار رخ‌سفید
سار رخ‌سفید (نام علمی: Sturnornis albofrontatus) نام یک گونه از تیره ساران است. این پرنده در سری‌لانکا زادآوری می‌کند.